# Josef Šimon (básník)
Josef Šimon (8. září 1948 Cejřov – 2. října 2018 Praha) byl český básník a nakladatel.

## Život
Jeho zlomové básnické knihy Pouštní pták a Asfaltoví holubi jsou neseny metafyzickým vzdorem a romantickým osudovým gestem. Byly značně ovlivněny existenciální zkušeností: narodil se v rodině své babičky, cejřovské hospodské Anny Bačkovské, přímo v hospodě na rozcestí mezi čtyřmi žulovými lomy. Jeho otec byl strojírenský odborník (později ministr průmyslu a místopředseda vlády ČSSR). Kromě surové krásy žulových lomů a krajiny Vysočiny jej rodný kraj poznamenal i tím, že zde při jízdě do práce v šestnácti letech (v červnu 1965) vjel pod protijedoucí autobus – prožil opakovanou klinickou smrt, mnohočetné otevřené zlomeniny, těžká zranění a mnohaletou hospitalizaci. Matka, roz. Eliška Bačkovská (1924-2008), středoškolská učitelka, "krásná, obětavá žena, šla po kolenou na Svatou Horu vyprosit si pro syna život..." (autorova vzpomínka). Tyto okolnosti celoživotně ovlivnily nejen Šimonovu básnickou tvorbu, ale i jeho občanské postoje, často označované jako rebelské. Vystudoval VŠE (Ing.) a postgraduálně Fakultu žurnalistiky UK. V letech 1985 – 1986 absolvoval dvouleté postgraduální studium kulturní politiky na Vysoké škole politické ÚV KSČ. V letech 1977 – 1984 pracoval jako vedoucí redaktor klubové edice Kamarád a zástupce šéfredaktora nakladatelství Práce, v letech 1984 – 1989 byl šéfredaktorem nakladatelství Odeon. V roce 1990 byl prvním náměstkem ministra kultury ČR. Od roku 1993 byl šéfredaktorem nakladatelství Český klub.
Se S. Beníškem dne 21. 9. 1989 podepsal pod krycím jménem ODEON spolupráci s STB. Pořadové číslo 37790.
Patřil k zakládajícím členům Masarykova demokratického hnutí, byl držitelem Stříbrné medaile státu Izrael, Zlaté medaile Masarykova demokratického hnutí a Ceny za uměleckou a kulturní činnost Evropské unie umění (2009). Na protest proti bombardování Jugoslávie armádami NATO vystoupil 1999 z ČSSD.

## Dílo
Knižně debutoval v roce 1976 Snídaní v automatu. Básnická sbírka Pouštní pták (1981 – oceněna Bílou vránou časopisu Mladý svět) vyšla i slovensky. Jeho verše byly publikovány v Artes, časopisu Švédské královské akademie, a jinde v zahraničí. Kniha Asfaltoví holubi (1978) obdržela cenu k Mezinárodnímu roku ženy UNESCO. Byl rockovým kytaristou, své verše nahrál a nazpíval s kapelou BQ (se svými bratranci Vítězslavem a Františkem Bačkovským a Zdeňkem Beranem) na LP s názvem Pouštní pták na útesech rocků, některé jeho básně zhudebnil a zpíval Vladimír Mišík. Dalšími básnickými sbírkami jsou Melancholická kytara (1982 – cena SČS, cena Jiřího Wolkera, cena nakl. Práce), Český den, Snídaně v automatu, Bít poezií, výbor z milostné poezie ... a já tě miluji.

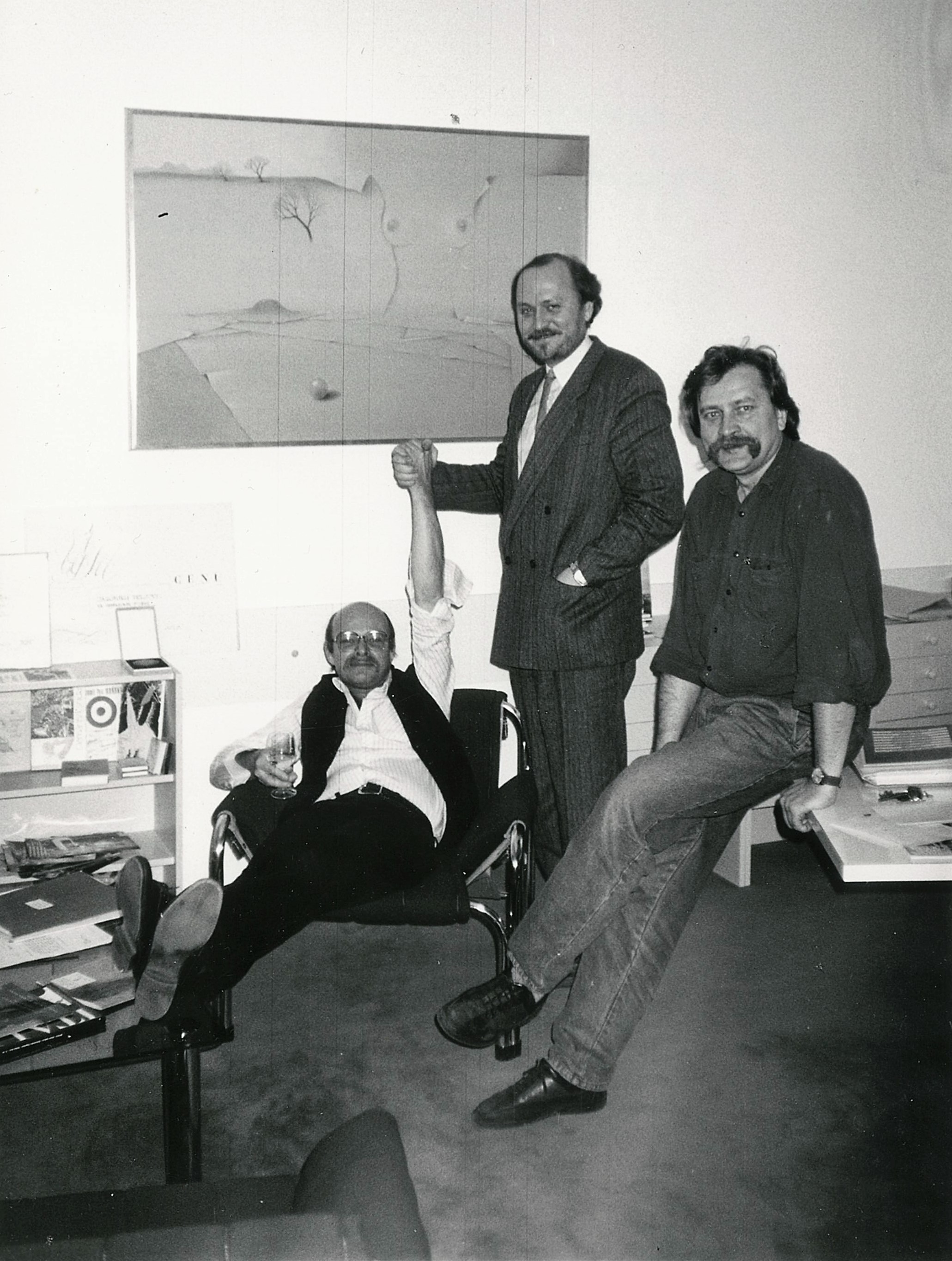
Básník a šéfredaktor nakladatelství Mladá fronta (1987–1990) Jaromír Pelc ve své pracovně v Panské ulici číslo 8. Vpravo vedoucí výtvarné redakce nakladatelství Josef Velčovský, uprostřed básník Josef Šimon

Patřil ke generační básnické skupině Pětatřicátníci, byl spoluautorem jejích sborníků Slovník lásky a Město (uspořádal spolu s Jaromírem Pelcem).